# Modrý pták (film, 1976)
Modrý pták, anglicky The Blue Bird, rusky Siňaja ptica, je první sovětsko-americký hraný film z roku 1976 režiséra George Cukora, jde o pohádkový fantasy muzikál, který byl natočen podle námětu ze stejnojmenné divadelní hry belgického dramatika a nositele Nobelovy ceny Maurice Maeterlincka. Film vyprodukovaly společnosti: americká 20th Century Fox a sovětský Leninfilm. Film byl kompletně natočen v Sovětském svazu a jeho natáčení provázely velké obtíže (jazyková bariéra, nevhodná strava, politický dozor).

## Děj
Děj vypráví příběh dvou dětí (chlapce Tyltyla a děvčátka Mytyly) pocházejících z rodiny chudého drvoštěpa, které putují za modrým ptákem. Příběh symbolizuje odvěkou lidskou touhu po štěstí. Modrého ptáka, symbol tohoto štěstí, najdou až na konci své pouti doma v kleci. Když jej posléze darují sousedovic nemocnému děvčátku, které se z radosti nad ním uzdraví, pochopí, že štěstí pramení v lásce k člověku a ve vůli zmírnit jeho utrpení.

## Hrají
- Elizabeth Taylorová (Královna světla/matka/čarodějnice/mateřská láska)
- Jane Fondová (noc)
- Ava Gardnerová (luxus)
- Cicely Tysonová (Tylette – kočka)
- Robert Morley (otec čas)
- Harry Andrews (dub)
- Todd Lookinland (Tyltyl – chlapec)
- Patsy Kensit (Mytyl – děvčátko)
- Will Geer (dědeček)
- Mona Washbourne (babička)
- George Cole (Tylo – pes)
- Richard Pearson (chléb)
- Georgij Vitsin (cukr)
- Margarita Těrechová (mléko)
- Valentina Ganibalová (voda)
- Jevgenij Ščerbakov (oheň)
- Naděžda Pavlová (modrý pták)
- Grant Bardsley (malý modrý bratr)
- Leonid Nevědomskij
- Oleg Konstantinovič Popov